# 구모이촌
구모이촌(雲井村)은 시가현 고카군에 설치되었던 촌이다.